# Världsmästerskapet i fotboll 1938
Världsmästerskapet i fotboll 1938 arrangerades i Frankrike. Uruguay valde återigen att inte ställa upp när det blev klart att mästerskapet inte skulle återvända till Sydamerika efter att det 1934 hållits i Italien. Österrike kvalade in till turneringen men drog sig ur innan den startade, varför bara 15 lag deltog. Detta berodde på Anschluss (tyska för ’anslutning’) som Nazitysklands annektering av Österrike den 12 mars 1938 kallas. Spelupplägget var detsamma som fyra år tidigare. Österrikes frånvaro gjorde att Sverige fick stå över åttondelen och möta Kuba i kvartsfinal, en match Sverige vann med 8–0. Väl i semifinal blev det förlust mot Ungern med 5–1 och sedan förlorade Sverige även bronsmatchen mot Brasilien med 4–2.
Brasilien kom för första gången med sitt bästa lag och turneringens största stjärna var Leonidas Da Silva, även kallad den svarta diamanten, som vann skytteligan med 7 mål. Brasilien fick dock nöja sig med brons efter semifinalförlust mot Italien. De senare försvarade VM-guldet efter att i finalen besegrat Ungern med 4–2.
Italien och Brasilien är de enda fotbollslag som någonsin vunnit två fotbolls-VM i rad.

## Spelplatser
| Frankrike 1938                       | Frankrike 1938                                   | Frankrike 1938                             | Frankrike 1938                          | Frankrike 1938                    |
| Antibes                              | Bordeaux                                         | Le Havre                                   | Lille                                   | Marseille                         |
| ------------------------------------ | ------------------------------------------------ | ------------------------------------------ | --------------------------------------- | --------------------------------- |
| Stade du Fort Carré Kapacitet: 7 000 | Parc Lescure Kapacitet: 34 694                   | Stade municipal du Havre Kapacitet: 22 000 | Stade Victor Boucquey Kapacitet: 15 000 | Stade Vélodrome Kapacitet: 48 000 |
| Paris                                | Paris                                            | Reims                                      | Strasbourg                              | Toulouse                          |
| Parc des Princes Kapacitet: 48 712   | Stade Olympique Yves-du-Manoir Kapacitet: 14 000 | Vélodrome Municipal Kapacitet: 21 684      | Stade de la Meinau Kapacitet: 30 000    | Stade Chapou Kapacitet: 35 472    |

## Deltagare
| Belgien · Brasilien · Frankrike · Italien | Kuba · Nederländerna · Nederländska Ostindien · Norge | Polen · Rumänien · Schweiz · Sverige | Tjeckoslovakien · Tyskland · Ungern · Österrike (Drog sig ur) |

## Resultat
I VM-slutspelet 1938 valde man att ha cupspel från början - alltså inget gruppspel.

### Spelträd
|  | Åttondelsfinaler       | Åttondelsfinaler       | Åttondelsfinaler |                      |         | Kvartsfinaler | Kvartsfinaler | Kvartsfinaler |   |  | Semifinaler | Semifinaler | Semifinaler |  |  | Final | Final | Final |
|  |                        |                        |                  |                      |         |               |               |               |   |  |             |             |             |  |  |       |       |       |
|  |                        |                        |                  |                      |         |               |               |               |   |  |             |             |             |  |  |       |       |       |
|  |                        |                        |                  |                      |         |               |               |               |   |  |             |             |             |  |  |       |       |       |
|  | Italien (e.f.)         | Italien (e.f.)         | 2                |                      |         |               |               |               |   |  |             |             |             |  |  |       |       |       |
|  | Italien (e.f.)         | Italien (e.f.)         | 2                |                      |         |               |               |               |   |  |             |             |             |  |  |       |       |       |
|  | Norge                  | Norge                  | 1                |                      |         |               |               |               |   |  |             |             |             |  |  |       |       |       |
|  | Norge                  | Norge                  | 1                | Italien              | Italien | 3             |               |               |   |  |             |             |             |  |  |       |       |       |
|  |                        |                        |                  | Italien              | Italien | 3             |               |               |   |  |             |             |             |  |  |       |       |       |
|  |                        | Frankrike              | Frankrike        | 1                    |         |               |               |               |   |  |             |             |             |  |  |       |       |       |
|  | Frankrike              | Frankrike              | Frankrike        | 1                    | 3       |               |               |               |   |  |             |             |             |  |  |       |       |       |
|  | Frankrike              | Frankrike              |                  |                      |         |               |               |               |   |  |             |             |             |  |  |       |       |       |
|  | Belgien                | Belgien                | 1                |                      |         |               |               |               |   |  |             |             |             |  |  |       |       |       |
|  | Belgien                | Belgien                | 1                | Italien              | Italien | 2             |               |               |   |  |             |             |             |  |  |       |       |       |
|  |                        |                        |                  | Italien              | Italien | 2             |               |               |   |  |             |             |             |  |  |       |       |       |
|  |                        | Brasilien              | Brasilien        | 1                    |         |               |               |               |   |  |             |             |             |  |  |       |       |       |
|  | Brasilien (e.f.)       | Brasilien (e.f.)       | Brasilien        | 1                    | 6       |               |               |               |   |  |             |             |             |  |  |       |       |       |
|  | Brasilien (e.f.)       | Brasilien (e.f.)       |                  |                      |         |               |               |               |   |  |             |             |             |  |  |       |       |       |
|  | Polen                  | Polen                  | 5                |                      |         |               |               |               |   |  |             |             |             |  |  |       |       |       |
|  | Polen                  | Polen                  | 5                | Brasilien (e.f.; om) | 1       | 2             |               |               |   |  |             |             |             |  |  |       |       |       |
|  |                        |                        |                  | Brasilien (e.f.; om) | 1       | 2             |               |               |   |  |             |             |             |  |  |       |       |       |
|  |                        | Tjeckoslovakien        | 1                | 1                    |         |               |               |               |   |  |             |             |             |  |  |       |       |       |
|  | Tjeckoslovakien (e.f.) | Tjeckoslovakien (e.f.) | 1                | 1                    | 3       |               |               |               |   |  |             |             |             |  |  |       |       |       |
|  | Tjeckoslovakien (e.f.) | Tjeckoslovakien (e.f.) |                  |                      |         |               |               |               |   |  |             |             |             |  |  |       |       |       |
|  | Nederländerna          | Nederländerna          | 0                |                      |         |               |               |               |   |  |             |             |             |  |  |       |       |       |
|  | Nederländerna          | Nederländerna          | 0                | Italien              | Italien | 4             |               |               |   |  |             |             |             |  |  |       |       |       |
|  |                        |                        |                  | Italien              | Italien | 4             |               |               |   |  |             |             |             |  |  |       |       |       |
|  |                        | Ungern                 | Ungern           | 2                    |         |               |               |               |   |  |             |             |             |  |  |       |       |       |
|  | Ungern                 | Ungern                 | Ungern           | 2                    | 6       |               |               |               |   |  |             |             |             |  |  |       |       |       |
|  | Ungern                 | Ungern                 |                  |                      |         |               |               |               |   |  |             |             |             |  |  |       |       |       |
|  | Nederländska Ostindien | Nederländska Ostindien | 0                |                      |         |               |               |               |   |  |             |             |             |  |  |       |       |       |
|  | Nederländska Ostindien | Nederländska Ostindien | 0                | Ungern               | Ungern  | 2             |               |               |   |  |             |             |             |  |  |       |       |       |
|  |                        |                        |                  | Ungern               | Ungern  | 2             |               |               |   |  |             |             |             |  |  |       |       |       |
|  |                        | Schweiz                | Schweiz          | 0                    |         |               |               |               |   |  |             |             |             |  |  |       |       |       |
|  | Schweiz (e.f.; om)     | Schweiz                | Schweiz          | 0                    | 1       | 4             |               |               |   |  |             |             |             |  |  |       |       |       |
|  | Schweiz (e.f.; om)     |                        |                  |                      | 1       | 4             |               |               |   |  |             |             |             |  |  |       |       |       |
|  | Tyskland               | 1                      | 2                |                      |         |               |               |               |   |  |             |             |             |  |  |       |       |       |
|  | Tyskland               | 1                      | 2                | Ungern               | Ungern  | 5             |               |               |   |  |             |             |             |  |  |       |       |       |
|  |                        |                        |                  | Ungern               | Ungern  | 5             |               |               |   |  |             |             |             |  |  |       |       |       |
|  |                        | Sverige                | Sverige          | 1                    |         | Bronsmatch    | Bronsmatch    | Bronsmatch    |   |  |             |             |             |  |  |       |       |       |
|  | Sverige                | Sverige                | Sverige          | 1                    |         | Bronsmatch    | Bronsmatch    | Bronsmatch    |   |  |             |             |             |  |  |       |       |       |
|  |                        |                        |                  |                      |         |               |               |               |   |  |             |             |             |  |  |       |       |       |
|  | Österrike              | Österrike              | W/O              |                      |         |               |               |               |   |  |             |             |             |  |  |       |       |       |
|  | Österrike              | Österrike              | W/O              | Sverige              | Sverige | 8             | Brasilien     | Brasilien     | 4 |  |             |             |             |  |  |       |       |       |
|  |                        |                        |                  | Sverige              | Sverige | 8             | Brasilien     | Brasilien     | 4 |  |             |             |             |  |  |       |       |       |
|  |                        | Kuba                   | Kuba             | 0                    |         | Sverige       | Sverige       | 2             |   |  |             |             |             |  |  |       |       |       |
|  | Kuba (e.f.; om)        | Kuba                   | Kuba             | 0                    | 3       | Sverige       | Sverige       | 2             | 2 |  |             |             |             |  |  |       |       |       |
|  | Kuba (e.f.; om)        |                        |                  |                      | 3       |               |               |               | 2 |  |             |             |             |  |  |       |       |       |
|  | Rumänien               | 3                      | 1                |                      |         |               |               |               |   |  |             |             |             |  |  |       |       |       |
|  | Rumänien               | 3                      | 1                |                      |         |               |               |               |   |  |             |             |             |  |  |       |       |       |

### Åttonsdelsfinaler
Österrike lämnade Walkover före matchen mot Sverige på grund av Nazitysklands annektering av landet.
| 1                        | 4 juni 1938              | Schweiz            | 1 – 1 (e.fl.)   | Tyskland          | Parc des Princes                                                |                                                                 |
| 17:00 UTC+1 Huvudartikel | 17:00 UTC+1 Huvudartikel | André Abegglen 43′ | (1 – 1) Rapport | Josef Gauchel 29′ | Paris, Frankrike Publik: 27 152 Domare: John Langenus (Belgien) | Paris, Frankrike Publik: 27 152 Domare: John Langenus (Belgien) |
| 17:00 UTC+1 Huvudartikel | 17:00 UTC+1 Huvudartikel |                    |                 |                   | Paris, Frankrike Publik: 27 152 Domare: John Langenus (Belgien) | Paris, Frankrike Publik: 27 152 Domare: John Langenus (Belgien) |
| 17:00 UTC+1 Huvudartikel | 17:00 UTC+1 Huvudartikel |                    |                 |                   | Paris, Frankrike Publik: 27 152 Domare: John Langenus (Belgien) | Paris, Frankrike Publik: 27 152 Domare: John Langenus (Belgien) |

| 2                        | 5 juni 1938              | Ungern                                                                           | 6 – 0           | Nederländska Ostindien | Vélodrome Municipal                                             |                                                                 |
| 17:00 UTC+1 Huvudartikel | 17:00 UTC+1 Huvudartikel | Vilmos Kohut 14′ Géza Toldi 16′ György Sárosi 25′, 88′ Gyula Zsengellér 30′, 67′ | (4 – 0) Rapport |                        | Reims, Frankrike Publik: 9 000 Domare: Roger Conrié (Frankrike) | Reims, Frankrike Publik: 9 000 Domare: Roger Conrié (Frankrike) |
| 17:00 UTC+1 Huvudartikel | 17:00 UTC+1 Huvudartikel |                                                                                  |                 |                        | Reims, Frankrike Publik: 9 000 Domare: Roger Conrié (Frankrike) | Reims, Frankrike Publik: 9 000 Domare: Roger Conrié (Frankrike) |
| 17:00 UTC+1 Huvudartikel | 17:00 UTC+1 Huvudartikel |                                                                                  |                 |                        | Reims, Frankrike Publik: 9 000 Domare: Roger Conrié (Frankrike) | Reims, Frankrike Publik: 9 000 Domare: Roger Conrié (Frankrike) |

| 3                        | 5 juni 1938              | Frankrike                               | 3 – 1           | Belgien              | Stade Olympique Yves-du-Manoir                                            |                                                                           |
| 17:00 UTC+1 Huvudartikel | 17:00 UTC+1 Huvudartikel | Émile Veinante 1′ Jean Nicolas 16′, 69′ | (2 – 1) Rapport | Henri Isemborghs 38′ | Colombes, Paris, Frankrike Publik: 30 454 Domare: Hans Wüthrich (Schweiz) | Colombes, Paris, Frankrike Publik: 30 454 Domare: Hans Wüthrich (Schweiz) |
| 17:00 UTC+1 Huvudartikel | 17:00 UTC+1 Huvudartikel |                                         |                 |                      | Colombes, Paris, Frankrike Publik: 30 454 Domare: Hans Wüthrich (Schweiz) | Colombes, Paris, Frankrike Publik: 30 454 Domare: Hans Wüthrich (Schweiz) |
| 17:00 UTC+1 Huvudartikel | 17:00 UTC+1 Huvudartikel |                                         |                 |                      | Colombes, Paris, Frankrike Publik: 30 454 Domare: Hans Wüthrich (Schweiz) | Colombes, Paris, Frankrike Publik: 30 454 Domare: Hans Wüthrich (Schweiz) |

| 4                        | 5 juni 1938              | Kuba                                      | 3 – 3 (e.fl.)          | Rumänien                                              | Stade Chapou                                                        |                                                                     |
| 17:00 UTC+1 Huvudartikel | 17:00 UTC+1 Huvudartikel | Héctor Socorro 44′, 103′ José Magrina 69′ | (1 – 1, 2 – 2) Rapport | Silviu Bindea 35′ Iuliu Baratky 88′ Ştefan Dobay 105′ | Toulouse, Frankrike Publik: 7 000 Domare: Giuseppe Scarpi (Italien) | Toulouse, Frankrike Publik: 7 000 Domare: Giuseppe Scarpi (Italien) |
| 17:00 UTC+1 Huvudartikel | 17:00 UTC+1 Huvudartikel |                                           |                        |                                                       | Toulouse, Frankrike Publik: 7 000 Domare: Giuseppe Scarpi (Italien) | Toulouse, Frankrike Publik: 7 000 Domare: Giuseppe Scarpi (Italien) |
| 17:00 UTC+1 Huvudartikel | 17:00 UTC+1 Huvudartikel |                                           |                        |                                                       | Toulouse, Frankrike Publik: 7 000 Domare: Giuseppe Scarpi (Italien) | Toulouse, Frankrike Publik: 7 000 Domare: Giuseppe Scarpi (Italien) |

| 5                        | 5 juni 1938              | Italien                             | 2 – 1 (e.fl.)          | Norge            | Stade Vélodrome                                                       |                                                                       |
| 17:00 UTC+1 Huvudartikel | 17:00 UTC+1 Huvudartikel | Pietro Ferraris 2′ Silvio Piola 94′ | (1 – 0, 1 – 1) Rapport | Arne Brustad 83′ | Marseille, Frankrike Publik: 19 000 Domare: Alois Beranek (Österrike) | Marseille, Frankrike Publik: 19 000 Domare: Alois Beranek (Österrike) |
| 17:00 UTC+1 Huvudartikel | 17:00 UTC+1 Huvudartikel |                                     |                        |                  | Marseille, Frankrike Publik: 19 000 Domare: Alois Beranek (Österrike) | Marseille, Frankrike Publik: 19 000 Domare: Alois Beranek (Österrike) |
| 17:00 UTC+1 Huvudartikel | 17:00 UTC+1 Huvudartikel |                                     |                        |                  | Marseille, Frankrike Publik: 19 000 Domare: Alois Beranek (Österrike) | Marseille, Frankrike Publik: 19 000 Domare: Alois Beranek (Österrike) |

| 6                        | 5 juni 1938              | Brasilien                                          | 6 – 5 (e.fl.)          | Polen                                                              | Stade de la Meinau                                                 |                                                                    |
| 17:30 UTC+1 Huvudartikel | 17:30 UTC+1 Huvudartikel | Leônidas 18′, 93′, 104′ Romeu 25′ Perácio 44′, 71′ | (3 – 1, 4 – 4) Rapport | Fryderyk Scherfke 23′ (str.) Ernst Willimowski 53′, 59′, 89′, 118′ | Strasbourg, Frankrike Publik: 13 452 Domare: Ivan Eklind (Sverige) | Strasbourg, Frankrike Publik: 13 452 Domare: Ivan Eklind (Sverige) |
| 17:30 UTC+1 Huvudartikel | 17:30 UTC+1 Huvudartikel |                                                    |                        |                                                                    | Strasbourg, Frankrike Publik: 13 452 Domare: Ivan Eklind (Sverige) | Strasbourg, Frankrike Publik: 13 452 Domare: Ivan Eklind (Sverige) |
| 17:30 UTC+1 Huvudartikel | 17:30 UTC+1 Huvudartikel |                                                    |                        |                                                                    | Strasbourg, Frankrike Publik: 13 452 Domare: Ivan Eklind (Sverige) | Strasbourg, Frankrike Publik: 13 452 Domare: Ivan Eklind (Sverige) |

| 7                        | 5 juni 1938              | Tjeckoslovakien                                          | 3 – 0 (e.fl.)   | Nederländerna | Stade municipal du Havre                                              |                                                                       |
| 18:30 UTC+1 Huvudartikel | 18:30 UTC+1 Huvudartikel | Josef Košťálek 93′ Oldřich Nejedlý 111′ Josef Zeman 118′ | (0 – 0) Rapport |               | Le Havre, Frankrike Publik: 11 000 Domare: Lucien Leclerq (Frankrike) | Le Havre, Frankrike Publik: 11 000 Domare: Lucien Leclerq (Frankrike) |
| 18:30 UTC+1 Huvudartikel | 18:30 UTC+1 Huvudartikel |                                                          |                 |               | Le Havre, Frankrike Publik: 11 000 Domare: Lucien Leclerq (Frankrike) | Le Havre, Frankrike Publik: 11 000 Domare: Lucien Leclerq (Frankrike) |
| 18:30 UTC+1 Huvudartikel | 18:30 UTC+1 Huvudartikel |                                                          |                 |               | Le Havre, Frankrike Publik: 11 000 Domare: Lucien Leclerq (Frankrike) | Le Havre, Frankrike Publik: 11 000 Domare: Lucien Leclerq (Frankrike) |

| —            | 5 juni 1938  | Sverige | Walkover | Österrike | Matchen spelades ej.                                                                                 | |
| Huvudartikel | Huvudartikel |         |          |           | Nazitysklands annektering (anschluss) av Österrike gjorde att Österrike ej spelade med ett eget lag. | Nazitysklands annektering (anschluss) av Österrike gjorde att Österrike ej spelade med ett eget lag. |
| Huvudartikel | Huvudartikel |         |          |           | Nazitysklands annektering (anschluss) av Österrike gjorde att Österrike ej spelade med ett eget lag. | Nazitysklands annektering (anschluss) av Österrike gjorde att Österrike ej spelade med ett eget lag. |
| Huvudartikel | Huvudartikel |         |          |           | Nazitysklands annektering (anschluss) av Österrike gjorde att Österrike ej spelade med ett eget lag. | Nazitysklands annektering (anschluss) av Österrike gjorde att Österrike ej spelade med ett eget lag. |

Omspel
| 8                        | 9 juni 1938              | Kuba                                   | 2 – 1           | Rumänien         | Stade Chapou                                                       |                                                                    |
| 18:00 UTC+1 Huvudartikel | 18:00 UTC+1 Huvudartikel | Héctor Socorro 51′ Carlos Oliveira 57′ | (0 – 1) Rapport | Ştefan Dobay 35′ | Toulouse, Frankrike Publik: 8 000 Domare: Alfred Birlem (Tyskland) | Toulouse, Frankrike Publik: 8 000 Domare: Alfred Birlem (Tyskland) |
| 18:00 UTC+1 Huvudartikel | 18:00 UTC+1 Huvudartikel |                                        |                 |                  | Toulouse, Frankrike Publik: 8 000 Domare: Alfred Birlem (Tyskland) | Toulouse, Frankrike Publik: 8 000 Domare: Alfred Birlem (Tyskland) |
| 18:00 UTC+1 Huvudartikel | 18:00 UTC+1 Huvudartikel |                                        |                 |                  | Toulouse, Frankrike Publik: 8 000 Domare: Alfred Birlem (Tyskland) | Toulouse, Frankrike Publik: 8 000 Domare: Alfred Birlem (Tyskland) |

| 9                        | 9 juni 1938              | Schweiz                                                       | 4 – 2           | Tyskland                                        | Parc des Princes                                              |                                                               |
| 18:00 UTC+1 Huvudartikel | 18:00 UTC+1 Huvudartikel | Eugen Walaschek 42′ Alfred Bickel 64′ André Abegglen 75′, 78′ | (1 – 2) Rapport | Wilhelm Hahnemann 8′ Ernst Lörtscher 22′ (sjm.) | Paris, Frankrike Publik: 20 025 Domare: Ivan Eklind (Sverige) | Paris, Frankrike Publik: 20 025 Domare: Ivan Eklind (Sverige) |
| 18:00 UTC+1 Huvudartikel | 18:00 UTC+1 Huvudartikel |                                                               |                 |                                                 | Paris, Frankrike Publik: 20 025 Domare: Ivan Eklind (Sverige) | Paris, Frankrike Publik: 20 025 Domare: Ivan Eklind (Sverige) |
| 18:00 UTC+1 Huvudartikel | 18:00 UTC+1 Huvudartikel |                                                               |                 |                                                 | Paris, Frankrike Publik: 20 025 Domare: Ivan Eklind (Sverige) | Paris, Frankrike Publik: 20 025 Domare: Ivan Eklind (Sverige) |

### Kvartsfinaler
| 10                       | 12 juni 1938             | Brasilien    | 1 – 1 (e.fl.)   | Tjeckoslovakien            | Parc Lescure                                                        |                                                                     |
| 17:00 UTC+1 Huvudartikel | 17:00 UTC+1 Huvudartikel | Leônidas 30′ | (1 – 0) Rapport | Oldřich Nejedlý 65′ (str.) | Bordeaux, Frankrike Publik: 22 021 Domare: Pal von Hertzka (Ungern) | Bordeaux, Frankrike Publik: 22 021 Domare: Pal von Hertzka (Ungern) |
| 17:00 UTC+1 Huvudartikel | 17:00 UTC+1 Huvudartikel |              |                 |                            | Bordeaux, Frankrike Publik: 22 021 Domare: Pal von Hertzka (Ungern) | Bordeaux, Frankrike Publik: 22 021 Domare: Pal von Hertzka (Ungern) |
| 17:00 UTC+1 Huvudartikel | 17:00 UTC+1 Huvudartikel |              |                 |                            | Bordeaux, Frankrike Publik: 22 021 Domare: Pal von Hertzka (Ungern) | Bordeaux, Frankrike Publik: 22 021 Domare: Pal von Hertzka (Ungern) |

| 11                       | 12 juni 1938             | Ungern                                 | 2 – 0           | Schweiz | Stade Victor Boucquey                                                |                                                                      |
| 17:00 UTC+1 Huvudartikel | 17:00 UTC+1 Huvudartikel | György Sárosi 40′ Gyula Zsengellér 89′ | (1 – 0) Rapport |         | Lille, Frankrike Publik: 15 000 Domare: Rinaldo Barlassina (Italien) | Lille, Frankrike Publik: 15 000 Domare: Rinaldo Barlassina (Italien) |
| 17:00 UTC+1 Huvudartikel | 17:00 UTC+1 Huvudartikel |                                        |                 |         | Lille, Frankrike Publik: 15 000 Domare: Rinaldo Barlassina (Italien) | Lille, Frankrike Publik: 15 000 Domare: Rinaldo Barlassina (Italien) |
| 17:00 UTC+1 Huvudartikel | 17:00 UTC+1 Huvudartikel |                                        |                 |         | Lille, Frankrike Publik: 15 000 Domare: Rinaldo Barlassina (Italien) | Lille, Frankrike Publik: 15 000 Domare: Rinaldo Barlassina (Italien) |

| 12                             | 12 juni 1938                   | Sverige                                                                                       | 8 – 0           | Kuba | Stade du Fort Carré                                                       |                                                                           |
| 17:00 (UTC+01:00) Huvudartikel | 17:00 (UTC+01:00) Huvudartikel | Harry Andersson 9′, 81′, 89′ Gustav Wetterström 22′, 37′, 44′ Tore Keller 80′ Arne Nyberg 84′ | (4 – 0) Rapport |      | Antibes, Frankrike Publik: 7 000 Domare: Augustin Krist (Tjeckoslovakien) | Antibes, Frankrike Publik: 7 000 Domare: Augustin Krist (Tjeckoslovakien) |
| 17:00 (UTC+01:00) Huvudartikel | 17:00 (UTC+01:00) Huvudartikel |                                                                                               |                 |      | Antibes, Frankrike Publik: 7 000 Domare: Augustin Krist (Tjeckoslovakien) | Antibes, Frankrike Publik: 7 000 Domare: Augustin Krist (Tjeckoslovakien) |
| 17:00 (UTC+01:00) Huvudartikel | 17:00 (UTC+01:00) Huvudartikel |                                                                                               |                 |      | Antibes, Frankrike Publik: 7 000 Domare: Augustin Krist (Tjeckoslovakien) | Antibes, Frankrike Publik: 7 000 Domare: Augustin Krist (Tjeckoslovakien) |

| 13                       | 12 juni 1938             | Italien                                | 3 – 1           | Frankrike           | Stade Olympique Yves-du-Manoir                                          |                                                                         |
| 17:00 UTC+1 Huvudartikel | 17:00 UTC+1 Huvudartikel | Gino Colaussi 9′ Silvio Piola 51′, 72′ | (1 – 1) Rapport | Oscar Heisserer 10′ | Colombes, Paris, Frankrike Publik: 58 455 Domare: Louis Baert (Belgien) | Colombes, Paris, Frankrike Publik: 58 455 Domare: Louis Baert (Belgien) |
| 17:00 UTC+1 Huvudartikel | 17:00 UTC+1 Huvudartikel |                                        |                 |                     | Colombes, Paris, Frankrike Publik: 58 455 Domare: Louis Baert (Belgien) | Colombes, Paris, Frankrike Publik: 58 455 Domare: Louis Baert (Belgien) |
| 17:00 UTC+1 Huvudartikel | 17:00 UTC+1 Huvudartikel |                                        |                 |                     | Colombes, Paris, Frankrike Publik: 58 455 Domare: Louis Baert (Belgien) | Colombes, Paris, Frankrike Publik: 58 455 Domare: Louis Baert (Belgien) |

Omspel
| 14                       | 14 juni 1938             | Brasilien                | 2 – 1           | Tjeckoslovakien       | Parc Lescure                       |                                    |
| 18:00 UTC+1 Huvudartikel | 18:00 UTC+1 Huvudartikel | Leônidas 57′ Roberto 62′ | (0 – 1) Rapport | Vlastimil Kopecký 25′ | Bordeaux, Frankrike Publik: 18 141 | Bordeaux, Frankrike Publik: 18 141 |
| 18:00 UTC+1 Huvudartikel | 18:00 UTC+1 Huvudartikel |                          |                 |                       | Bordeaux, Frankrike Publik: 18 141 | Bordeaux, Frankrike Publik: 18 141 |
| 18:00 UTC+1 Huvudartikel | 18:00 UTC+1 Huvudartikel |                          |                 |                       | Bordeaux, Frankrike Publik: 18 141 | Bordeaux, Frankrike Publik: 18 141 |

### Semifinaler
| 15                       | 16 juni 1938             | Ungern                                                                               | 5 – 1           | Sverige        | Parc des Princes                                                   |                                                                    |
| 18:00 UTC+1 Huvudartikel | 18:00 UTC+1 Huvudartikel | Sven Jacobsson 19′ (sjm.) Pál Titkos 37′ Gyula Zsengellér 39′, 85′ György Sárosi 65′ | (3 – 1) Rapport | Arne Nyberg 1′ | Paris, Frankrike Publik: 20 000 Domare: Lucien Leclerq (Frankrike) | Paris, Frankrike Publik: 20 000 Domare: Lucien Leclerq (Frankrike) |
| 18:00 UTC+1 Huvudartikel | 18:00 UTC+1 Huvudartikel |                                                                                      |                 |                | Paris, Frankrike Publik: 20 000 Domare: Lucien Leclerq (Frankrike) | Paris, Frankrike Publik: 20 000 Domare: Lucien Leclerq (Frankrike) |
| 18:00 UTC+1 Huvudartikel | 18:00 UTC+1 Huvudartikel |                                                                                      |                 |                | Paris, Frankrike Publik: 20 000 Domare: Lucien Leclerq (Frankrike) | Paris, Frankrike Publik: 20 000 Domare: Lucien Leclerq (Frankrike) |

| 16                       | 16 juni 1938             | Italien                                      | 2 – 1           | Brasilien | Stade Vélodrome                                                     |                                                                     |
| 18:00 UTC+1 Huvudartikel | 18:00 UTC+1 Huvudartikel | Gino Colaussi 51′ Giuseppe Meazza 60′ (str.) | (0 – 0) Rapport | Romeu 87′ | Marseille, Frankrike Publik: 33 000 Domare: Hans Wüthrich (Schweiz) | Marseille, Frankrike Publik: 33 000 Domare: Hans Wüthrich (Schweiz) |
| 18:00 UTC+1 Huvudartikel | 18:00 UTC+1 Huvudartikel |                                              |                 |           | Marseille, Frankrike Publik: 33 000 Domare: Hans Wüthrich (Schweiz) | Marseille, Frankrike Publik: 33 000 Domare: Hans Wüthrich (Schweiz) |
| 18:00 UTC+1 Huvudartikel | 18:00 UTC+1 Huvudartikel |                                              |                 |           | Marseille, Frankrike Publik: 33 000 Domare: Hans Wüthrich (Schweiz) | Marseille, Frankrike Publik: 33 000 Domare: Hans Wüthrich (Schweiz) |

### Bronsmatch
| 17                       | 19 juni 1938             | Brasilien                               | 4 – 2           | Sverige                           | Parc Lescure                                                       |                                                                    |
| 17:00 UTC+1 Huvudartikel | 17:00 UTC+1 Huvudartikel | Romeu 44′ Leônidas 63′, 74′ Perácio 80′ | (1 – 2) Rapport | Sven Jonasson 28′ Arne Nyberg 38′ | Bordeaux, Frankrike Publik: 12 000 Domare: John Langenus (Belgien) | Bordeaux, Frankrike Publik: 12 000 Domare: John Langenus (Belgien) |
| 17:00 UTC+1 Huvudartikel | 17:00 UTC+1 Huvudartikel |                                         |                 |                                   | Bordeaux, Frankrike Publik: 12 000 Domare: John Langenus (Belgien) | Bordeaux, Frankrike Publik: 12 000 Domare: John Langenus (Belgien) |
| 17:00 UTC+1 Huvudartikel | 17:00 UTC+1 Huvudartikel |                                         |                 |                                   | Bordeaux, Frankrike Publik: 12 000 Domare: John Langenus (Belgien) | Bordeaux, Frankrike Publik: 12 000 Domare: John Langenus (Belgien) |

### Final
| 18                       | 19 juni 1938             | Italien                                     | 4 – 2           | Ungern                          | Stade Olympique Yves-du-Manoir                                                   |                                                                                  |
| 17:00 UTC+1 Huvudartikel | 17:00 UTC+1 Huvudartikel | Gino Colaussi 6′, 35′ Silvio Piola 16′, 82′ | (3 – 1) Rapport | Pál Titkos 8′ György Sárosi 70′ | Colombes, Paris, Frankrike Publik: 45 000 Domare: Georges Capdeville (Frankrike) | Colombes, Paris, Frankrike Publik: 45 000 Domare: Georges Capdeville (Frankrike) |
| 17:00 UTC+1 Huvudartikel | 17:00 UTC+1 Huvudartikel |                                             |                 |                                 | Colombes, Paris, Frankrike Publik: 45 000 Domare: Georges Capdeville (Frankrike) | Colombes, Paris, Frankrike Publik: 45 000 Domare: Georges Capdeville (Frankrike) |
| 17:00 UTC+1 Huvudartikel | 17:00 UTC+1 Huvudartikel |                                             |                 |                                 | Colombes, Paris, Frankrike Publik: 45 000 Domare: Georges Capdeville (Frankrike) | Colombes, Paris, Frankrike Publik: 45 000 Domare: Georges Capdeville (Frankrike) |

## Statistik

### Målstatistik
- Totalt antal mål: 84
- Målsnitt per match: 4,66
- Totalt antal hat tricks: 4 — Leônidas (Brasilien), Ernst Willimowski (Polen), Harry Andersson (Sverige), Gustav Wetterström (Sverige)
- Flest gjorda mål, lag: 15 — Ungern
- Flest gjorda mål, individuellt: 7 — Leônidas (Brasilien)
- Minst gjorda mål: 0 — Nederländerna, Nederländska Ostindien och Österrike
- Flest insläppta mål: 12 — Kuba
- Minst insläppta mål: 2 — Norge
- Bäst målskillnad: +10 — Ungern (15–5)
- Sämst målskillnad: -7 — Kuba (5–12)
- Flest gjorda mål i en match: 11 — Brasilien–Polen (6–5)
- Flest gjorda mål av ett lag i en match: 8 — Sverige mot Kuba (8–0)
- Flest gjorda mål av det förlorande laget i en match: 5 - Polen mot Brasilien (5–6)
- Störst målskillnad i en match: +8 — Sverige-Kuba (8–0)
- Flest matcher utan insläppt mål: 2 — Ungern
- Flest mål av en spelare i en match: 4 — Ernst Willimowski (Polen)

### Målskyttar
Lista över målskyttar i mästerskapet.
| 7 mål - Leônidas | 5 mål - György Sárosi - Gyula Zsengellér - Silvio Piola | 4 mål - Gino Colaussi - Ernst Willimowski |

3 mål
| - Perácio - Romeu - Héctor Socorro | - Harry Andersson - Arne Nyberg | - Gustav Wetterström - André Abegglen |

2 mål
| - Oldřich Nejedlý | - Jean Nicolas - Pál Titkos | - Ștefan Dobay |

1 mål
| - Henri Isemborghs - Roberto - Tomás Fernández - José Magriñá - Vlastimil Kopecký - Josef Košťálek - Josef Zeman - Oscar Heisserer | - Émile Veinante - Josef Gauchel - Wilhelm Hahnemann - Vilmos Kohut - Géza Toldi - Pietro Ferraris - Giuseppe Meazza - Arne Brustad | - Fryderyk Scherfke - Iuliu Barátky - Silviu Bindea - Tore Keller - Sven Jonasson - Alfred Bickel - Eugen Walaschek |

Självmål
- Sven Jacobsson (mot Ungern)
- Ernst Lörtscher (mot Tyskland)

### Allmän lagstatistik
| Lag                    | GM | IM | MS  | STR | GM/M | SM | V | O | F | RK | Rank |
| ---------------------- | -- | -- | --- | --- | ---- | -- | - | - | - | -- | ---- |
| Belgien                | 1  | 3  | -2  | 0   | 1.0  | 1  | 0 | 0 | 1 | 0  | 13   |
| Brasilien              | 14 | 11 | +3  | 0   | 2.8  | 5  | 3 | 1 | 1 | 2  | 3    |
| Frankrike              | 4  | 4  | 0   | 0   | 2.0  | 2  | 1 | 0 | 1 | 0  | 6    |
| Italien                | 11 | 5  | +6  | 1   | 2.75 | 4  | 4 | 0 | 0 | 0  | 1    |
| Kuba                   | 5  | 12 | -7  | 0   | 1.7  | 3  | 1 | 1 | 1 | 0  | 8    |
| Nederländerna          | 0  | 3  | -3  | 0   | 0    | 1  | 0 | 0 | 1 | 0  | 14   |
| Nederländska Ostindien | 0  | 6  | -6  | 0   | 0    | 1  | 0 | 0 | 1 | 0  | 15   |
| Norge                  | 1  | 2  | −1  | 0   | 1.0  | 1  | 0 | 0 | 1 | 0  | 11   |
| Polen                  | 5  | 6  | −1  | 1   | 5.0  | 1  | 0 | 0 | 1 | 0  | 9    |
| Rumänien               | 4  | 5  | −1  | 0   | 2.0  | 2  | 0 | 1 | 1 | 0  | 10   |
| Schweiz                | 5  | 5  | 0   | 0   | 1.7  | 3  | 1 | 1 | 1 | 0  | 7    |
| Sverige                | 11 | 9  | +2  | 0   | 3.7  | 3  | 1 | 0 | 2 | 0  | 4    |
| Tjeckoslovakien        | 5  | 3  | +2  | 1   | 1.7  | 3  | 1 | 1 | 1 | 1  | 5    |
| Tyskland               | 3  | 5  | -2  | 0   | 1.5  | 2  | 0 | 1 | 1 | 1  | 12   |
| Ungern                 | 15 | 5  | +10 | 0   | 3.7  | 4  | 3 | 0 | 1 | 0  | 2    |
| Österrike              | 0  | 0  | 0   | 0   | 0    | 0  | 0 | 0 | 0 | 0  | 16   |